# Келлах Куаланн

Ирландия в VIII — первой трети IX века

Келлах Куаланн (Келлах мак Гертиди; др.‑ирл. Cellach Cualann, Cellach mac Gerthidi; умер в 715) — король Лейнстера (693—715) из рода Уи Майл.

## Биография

### Ранние годы
Келлах был сыном Гертиде и прямым потомком по мужской линии Аэда Дибхине, предположительно, правившего Лейнстером в конце VI века. Своё прозвище — «Куаланн» — он получил по области Куалу, располагавшейся в окрестностях Глендалоха.
Хотя ни отец, ни дед, ни прадед Келлаха Куаланна не были лейнстерскими королями, два его близких родственника, Кримтанн мак Аэдо и Фианнамайл мак Маэл Туйле, владели престолом этого королевства в VII веке. После гибели последнего из них, убитого в 680 году своим слугой по наущению верховного короля Ирландии Финснехты Пиролюбивого, Келлах унаследовал власть над родовыми землями, небольшим лейнстерским королевством Уи Майл, находившимся в долине Имал. В 693 году Келлах получил и власть над всем Лейнстером, став преемником скончавшегося короля Брана Мута из рода Уи Дунлайнге. Об этом упоминается и в королевских списках, сохранившихся в «Лейнстерской книге», однако здесь не указана продолжительность правления Келлаха.

### Король Лейнстера
В 697 году Келлах Куаланн участвовал в Биррском синоде. На нём собралось множество знатных светских и духовных лиц не только из Ирландии, но и из Британии. На синоде по инициативе святого Адамнана был принят свод законов, одним из гарантов выполнения которого был Келлах.
В 704 году началась война между Келлахом Куаланном и Уи Нейллами. Противниками лейнстерцев были Бодбхад, брат короля Миде Мурхада Миди из рода Кланн Холмайн, и Фогартах мак Нейлл из Сил Аэдо Слане. В сражении при Клаенате (около современного Клейна) лейнстерское войско одержало победу над врагами. Бодбхат пал на поле боя, а Фогартал сумел спастись бегством. Однако уже в 707 году верховный король Ирландии Конгал Кеннмагайр из Кенел Конайлл совершил успешный поход в Лейнстер, вынудил Келлаха признать подчинение своей власти и получил от лейнстерцев заложников. По свидетельству предания, сохранившегося в «Истории Ирландии» Джеффри Китинга, во время этого похода по повелению верховного короля была сожжена церковь в Килдэре. Этот же автор утверждал, что скоропостижная смерть Конгала в 710 году была божественным воздаянием верховному королю за святотатство, совершённое тем в лейнстерском походе.
По свидетельству ирландских анналов, в 709 году в сражении при Селге, несмотря на гибель двух сыновей Келлаха Куаланна, Фиахры и Фианнамайла, королевское войско одержало победу. Место сражения до сих пор не идентифицировано: вероятно, оно находилось к востоку от гор Уиклоу. В этом сражении в войске короля Лейнстера находился отряд наёмников-бриттов, которыми, возможно, были жители острова Мэн. Противником Келлаха в сражении был король Уи Хеннселайг Бран уа Маэл Дуйн, который, как предполагается, вторгся с войском во владения короля Келлаха.
Келлах Куаланн скончался в 715 году, однако об этом событии в средневековых исторических источниках не сообщается никаких подробностей. Келлах был последним представителем рода Уи Майл, владевшим престолом Лейнстера. После смерти Келлаха власть над королевством перешла к его зятю Мурхаду мак Брайну из рода Уи Дунлайнге.

### Семья
Келлах Куаланн оставил после себя многочисленное потомство, известное в средневековых источниках как род Уи Хеллайг Куаланн.
В генеалогических трактатах упоминается о четырёх супругах Келлаха Куаланна. Из преданий также известно о его любовных связях, по крайней мере, с одной свободной женщиной и с одной девушкой-рабыней. Предполагается, что Келлах мог одновременно иметь несколько жён, не считая любовниц.
Первой из супруг Келлаха Куаланна называют Мургел, дочь Муйредаха из кианнахты Глен Гемина.
Вторая супруга — Мугайн, дочь Файльбе мак Домнайлла из Уи Байррхе. Детьми от этого брака были дочь по имени Конхенн (умерла в 743 году), супруга преемника своего отца на лейнстерском престоле Мурхада мак Брайна, и сыновья Фиахра и Фианнамайл, погибшие в 709 году.
Третьей супругой Келлаха Куаланна была Бе Файл (умерла в 741 году), дочь верховного короля Ирландии Сехнуссаха мак Блатмайка из рода Сил Аэдо Слане.
Четвёртой женой Келлаха Куаланна был Кайнтигерн, дочь короля Бреги Конайнга Куйрре. В этом браке родилась Кайнтигерн, причисленная к лику святых. Предполагается, что её супругом мог быть король Дал Риады Ферхар II.
Из сыновей Келлаха Куаланна трое пережили своего отца: Аэд был пал в сражении при Финнабайре в 719 году, Кримтанн погиб в 726 году в сражении при Белах Лайке ещё несовершеннолетним, а Этерскел пал в 727 году во время войны с Фаэланом мак Мурхадо.
Несколько дочерей Келлаха Куаланна вышли замуж за ирландских правителей. Согласно трактату XII века «Banshenchas» («О известных женщинах») и «Истории Ирландии» Джеффри Китинга, умершая в 748 году Муйренн была супругой верховного короля Ирландии Лоингсеха мак Энгуссо и матерью Флатбертаха мак Лоингсига. В то же время анналы называют эту женщину супругой короля Бреги Иргалаха мак Конайнга Куйрре из рода Сил Аэдо Слане. Возможно, сведения этих исторических источников верны, и Муйренн была замужем дважды: сначала за королём Иргалахом, а затем за королём Лоингсехом. Дочерью Келлаха некоторые источники называют и Дербфоргайлл, жену Финснехты Пиролюбивого из Сил Аэдо Слане, но по другим свидетельствам она была дочерью короля Ульстера Конгала Длинноголового. Ещё одной дочерью Келлаха, как предполагается, была Финделб, вторая супруга верховного короля Ирландии Сехнуссаха мак Блатмайка.